# Complesso di Santa Maria della Misericordia

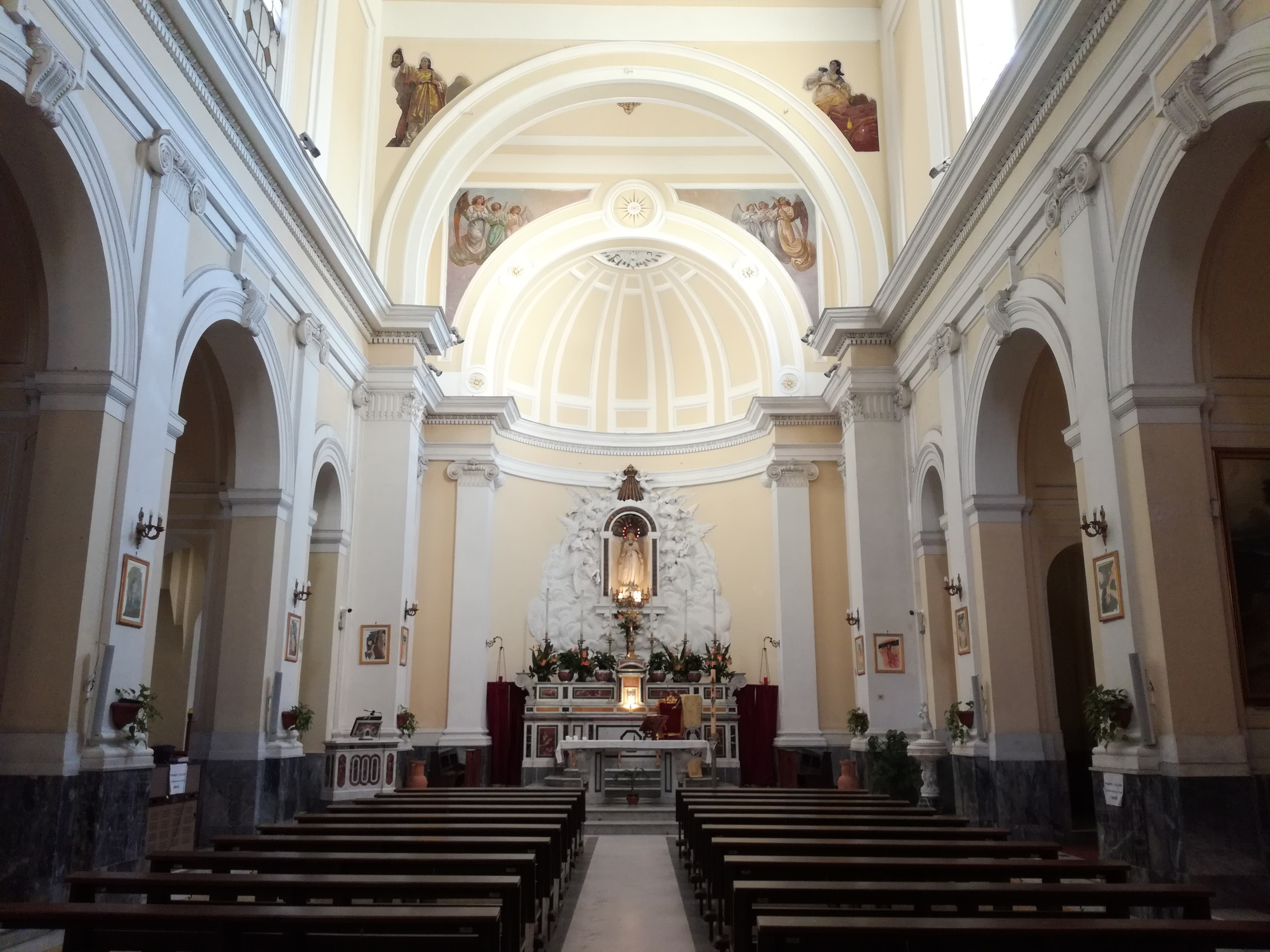
L'interno

Il complesso di Santa Maria della Misericordia è un'abbazia di Napoli, ubicata in via Sant'Antonio a Capodimonte.
La struttura venne realizzata nel XVI secolo con l'originaria funzione di ospizio.
In seguito allo straripamento del torrente limitrofo, il complesso venne ricostruito nel XVII secolo. 
L'architettura degli edifici presenta elementi derivati dal periodo Rinascimentale e dallo stile barocco. La chiesa annessa alla struttura è composta da una sola navata con cappelle laterali. Si segnalano alcune opere d'arte di buon valore, come: il San Francesco orante di Federico Maldarelli (nella terza cappella a destra), il Sant'Antonio da Padova con il Bambino di Salvatore Postiglione (nella seconda cappella a sinistra), la Fuga in Egitto di ignoto pittore seicentesco (sulla controfacciata) e la Sant'Anna con la Vergine Bambina, scultura lignea settecentesca di ignoto artista (nella terza cappella a sinistra).